# Ломакс, Джон Эйвери
Джон Эйвери Ломакс (англ. John Avery Lomax; 23 сентября 1867, Гудмен, Миссисипи — 26 января 1948) — американский педагог, пионер музыковедения и фольклористики США, известный своим вкладом в сохранение американской народной музыки. В декабре 1869 года семья Ломакс переехала из Миссисипи в Техас: Джон вырос на ферме в центральном Техасе.

## Биография
Семья Ломакс была родом из Англии; Джон родился в Гудмене (англ.) в округе Холмс — в центральной части штата Миссисипи — но уже в декабре 1869 года его семья переехала в штат Техас. Таким образом Джон вырос на семейной ферме в центральном Техасе, в сельском округе Боске. Его отец на 183 акрах выращивал лошадей и крупный рогатый скот, а также — хлопок и кукурузу. Джон с детства слушал ковбойские песни и в возрасте около девяти лет он подружился с Натом Блайтом, бывшим рабом, нанятым отцом для работы на ферме. Джон, чье обучение было «спорадическим» в связи с массой сельскохозяйственной работы, учил Блайта читать и писать, а Блайт в свою очередь учил его песням и танцам. Когда Блайту был 21 год, он забрал свои сбережения и ушел с фермы: Ломакс никогда не видел его больше, но в течение многих лет он продолжал его искать во время своих путешествий по Югу США.
Когда самому Ломаксу исполнился двадцать один год, его отец позволил ему взять доход с урожая на одном из их полей: Джон использовал эти средства, вместе с деньгами от продажи своего любимого пони, чтобы заплатить за своё дальнейшее образование. Осенью 1887 года он учился в Гранбери-колледже, а в мае 1888 года — окончил школу и стал учителем. Он вышел на свою первую работу в качестве сельского учителя в школе техасского Клифтона. Устав от низкой зарплаты и тяжелой работы в школе, весной 1889 года он подал заявление в колледж Уэтерфорда в округе Паркер и был принят. В 1890 году, после посещения летних курсов в Восточном бизнес-колледже в Покипси (штат Нью-Йорк), Ломакс вернулся в Техас, где стал главой бизнес-отдела колледжа в Уэтерфорде. Каждое лето между 1891 и 1894 годами он также посещал ежегодные серии лекций и концертов в нью-йоркском институте «Chautauqua Institution», где проводилось образование для взрослых — и где сам Ломакс позднее выступил с лекциями. Там он впервые узнал о двух поэтах — Теннисоне и Браунинге — чьи работы стали неотъемлемой частью его интеллектуальной жизни.
В 1895 году, в возрасте 28 лет, Ломакс поступил в Техасский университет в Остине, где стал учиться по специальности английская литература и получил высшее образование за два года. В своих мемуарах «Приключения охотника за балладой» («Adventures of a ballad hunter») сам Ломакс рассказывал, что он прибыл в Техасский университет со списком ковбойских песен, которые записал в детстве. Он также стал редактором, а затем и главным редактором, университетского журнала, а летом 1896 года — посещал летнюю языковую школу в Чикаго. В 1897 году он стал помощником редактора студенческой газеты «Alcalde».

## Работы
- Cowboy songs of the Mexican border, 1910.
  - Cowboy Songs and Other Frontier Ballads. New York: Collier Books, reissued 1938 (1910).
- Lomax, John A. «Unexplored Treasures of Texas Folk-Lore». Reprinted in Stith Thompson’s Round the Levee. Dallas: Southern Methodist University Press, [1935], факсим. переизд. 1975.
- Adventures of a ballad hunter, 1947.